# 600-ih pr. Kr.
1. tisućljeće pr. Kr.
◄ | 7. stoljeće pr. Kr. | 6. stoljeće pr. Kr. | 5. stoljeće pr. Kr.► | 
◄ | 620-ih pr. Kr. | 610-ih pr. Kr. | 600-ih pr. Kr. | 590-ih pr. Kr. | 580-ih pr. Kr. | 570-ih pr. Kr. | 560-ih pr. Kr. | ►
599. pr. Kr. | 598. pr. Kr. | 597. pr. Kr. | 596. pr. Kr. | 595. pr. Kr. | 594. pr. Kr. | 593. pr. Kr. | 592. pr. Kr. | 591. pr. Kr. | 590. pr. Kr.

## Glavni događaji
- Medija i Babilonija dijele osvojena područja pokorenog Novoasirskog Carstva.